# Море у вогні (фільм, 1970)
«Море у вогні» (рос. «Море в огне») — російський радянський художній фільм, поставлений на кіностудії «Мосфільм» в 1970 році режисером  Леоном Сааковим.

## Сюжет
Фільм відтворює героїчну епопею оборони Севастополя в 1941—1942 роках. Осінь 1941 року. Прорвавши оборону під Перекопом і захопивши Крим, фашистські війська починають облогу Севастополя. Радянський флот відведений до Новоросійська. Для захисту Севастополя залишилися лише гармати кораблів, берегові батареї і кілька загонів морської піхоти, обороною керує генерал Петров.

## У ролях
| Актор                  | Роль                            |
| ---------------------- | ------------------------------- |
| Григорій Антоненко     | віце-адмірал Ф. С. Октябрьський |
| Микола Гринько         | генерал Петров                  |
| Ростислав Янковський   | Епізод                          |
| Всеволод Платов        | генерал Крилов                  |
| Володимир Кашпур       | Потапов                         |
| Костянтин Тиртов       | Моргунов                        |
| Дальвін Щербаков       | Остряков                        |
| Сергій Ляхницький      | Епізод                          |
| Юрій Соломін           | капітан Петров                  |
| Ольга Остроумова       | Юлія Приходько                  |
| Микола Єременко        | Жиділов                         |
| Всеволод Сафонов       | Богданов                        |
| Микола Гудзь           | Красносельський                 |
| Владлен Паулус         | Александер                      |
| Микола Алексєєв        | Епізод                          |
| Радій Афанасьєв        | Ласкін                          |
| Гіві Берікашвілі       | Епізод                          |
| Борис Борисов          | Епізод                          |
| Лариса Віккел          | Епізод                          |
| Юрій Горобець          | Епізод                          |
| Анатолій Грачов        | мічман Грачов                   |
| Геннадій Донягін       | Епізод                          |
| Гаррі Дунц             | Епізод                          |
| Микола Іванов          | Пінжак                          |
| Октавіан Корнич        | Епізод                          |
| Едуард Ізотов          | Епізод                          |
| Ервін Кнаусмюллер      | Еріх фон Манштейн               |
| Василь Корзун          | Епізод                          |
| Ірина Короткова        | Зіна                            |
| Геннадій Крашенинников | Епізод                          |
| Клара Лучко            | Марина                          |

| Актор               | Роль                      |
| ------------------- | ------------------------- |
| Володимир Маренков  | Епізод                    |
| Ольга Маркіна       | Епізод                    |
| Володимир Петченко  | Епізод                    |
| Гурам Пірцхалава    | лейтенант Пірцхалава      |
| Володимир Піцек     | Епізод                    |
| Микола Рушковський  | Епізод                    |
| Наталія Ричагова    | Ніна Онілова              |
| Сергій Сазонтьєв    | Епізод                    |
| Георгій Светлані    | Епізод                    |
| Георгій Тейх        | Епізод                    |
| Михайло Ульянов     | генерал армії Г. К. Жуков |
| Дмитро Франько      | Епізод                    |
| Олександр Хотченков | Епізод                    |
| Федір Шмаков        | Епізод                    |
| Олев Ескола         | Епізод                    |
| Геннадій Юхтін      | Епізод                    |
| Валентин Абрамов    | Маршал Б. М. Шапошников   |
| Анатолій Дзіваєв    | Терзян                    |
| Альфред Зінов'єв    | Епізод                    |
| Федір Корчагін      | Коломієць                 |
| Віктор Отіско       | Епізод                    |
| Микола Сімкин       | Нефьодов                  |
| Микола Бармін       | Епізод                    |
| Юрій Волков         | Епізод                    |
| Володимир Лаптєв    | Матрос                    |
| Анатолій Соловйов   | Епізод                    |
| Олексій Смирнов     | Епізод                    |
| Любов Соколова      | Жінка                     |
| Микола Єременко     | Епізод                    |
| Валерій Купріянов   | Епізод                    |
| Георге Леон Швидкі  | Епізод                    |
| Іван Светличний     | Ад'ютант генерала Крилова |

## Знімальна група
- Автори сценарію:  Леон Сааков,  Микола Фігуровський
- Режисер:  Леон Сааков
- Оператор:  Анатолій Петрицький
- Художник-постановник:  Стален Волков
- Звукооператори: Валерій Попов, Валентина Щедріна
- Композитор:  Веніамін Баснер